# Všestary (Kelet-prágai járás)
Všestary település Csehországban, a Kelet-prágai járásban. Všestary Světice, Klokočná, Tehov, Strančice és Mnichovice településekkel határos. Lakosainak száma 1005 fő (2024. január 1.).

## Népesség
A település lakosságának változását az alábbi diagram mutatja:
| Lakosok száma | 449  | 478  | 511  | 562  | 461  | 444  | 840  | 893  | 952  | 1005 |
|               | 1869 | 1890 | 1921 | 1950 | 1980 | 2001 | 2017 | 2019 | 2022 | 2024 |